# Amherst (Wisconsin)
Amherst é uma vila localizada no estado norte-americano de Wisconsin, no Condado de Portage.

## Demografia
Segundo o censo norte-americano de 2000, a sua população era de 964 habitantes. 
Em 2006, foi estimada uma população de 1010, um aumento de 46 (4.8%).

## Geografia
De acordo com o United States Census Bureau tem uma área de 
3,1 km², dos quais 3,0 km² cobertos por terra e 0,1 km² cobertos por água. Amherst localiza-se a aproximadamente 344 m acima do nível do mar.

## Localidades na vizinhança
O diagrama seguinte representa as localidades num raio de 16 km ao redor de Amherst. 